# جيم ماكمولان
جيم ماكمولان (بالإنجليزية: Jim McMullan)‏ هو ممثل أمريكي، ولد في 13 أكتوبر 1936 في لونغ بيتش في الولايات المتحدة، وتوفي في 21 مايو 2019 في كاليفورنيا في الولايات المتحدة بسبب تصلب جانبي ضموري.

## أعمال

### أفلام
- (1987) اغتيال
- (1997)  رجل الغموض الدولي[4][5]
- (1997) باتمان وروبن[6][7][8]

### مسلسلات
- دالاس

## وصلات خارجية
- جيم ماكمولان على موقع IMDb (الإنجليزية)
- جيم ماكمولان على موقع روتن توميتوز (الإنجليزية)
- جيم ماكمولان على موقع ألو سيني (الفرنسية)
- جيم ماكمولان على موقع أول موفي (الإنجليزية)
- جيم ماكمولان على موقع قاعدة بيانات الفيلم (الإنجليزية)
- جيم ماكمولان على موقع كينوبويسك (الروسية)